# Intervallo PR

Normale elettrocardiogramma con l'intervallo PR evidenziato

L'intervallo PR, detto anche intervallo PQ viene misurato dall'inizio dell'onda P all'inizio del complesso QRS. I valori normali sono compresi fra 120 e 200 ms, che, su un tracciato con scorrimento della carta a 25 mm/s, corrispondono a 3 - 5 piccoli quadrati ovvero 3 – 5 mm.
Durante ritmo sinusale, l'intervallo PR indica il tempo necessario all'impulso elettrico a raggiungere il primo punto nel quale inizia l'attivazione dei ventricolo. Tale intervallo si accorcia leggermente quando la frequenza è più elevata.
Ad uno studio elettrofisiologico endocavitario ben si osserva come l'intervallo PR sia la somma degli intervalli intervallo PA, intervallo AH e intervallo HV.
Esso, quindi, rappresenta il tempo di conduzione dell'intero sistema di conduzione del cuore.
Tuttavia, se all'ECG non vi sono alterazioni della durata dell'onda P, che indichino disturbi della conduzione intra-atriale, ed allargamento del complesso QRS, l'intervallo PR può essere ritenuto una stima grossolana delle condizioni basali della conduzione del tessuto compreso fra la via nodale rapida ed il nodo atrioventricolare.

## Variazioni al di fuori della normalità
Considerando quanto sopra enunciato, modificazioni dell'intervallo PR possono dipendere da rallentamento o accelerazione della conduzione dell'impulso dal nodo senoatriale fino al primo punto di attivazione dei ventricoli.
Tuttavia, sempre come anticipato sopra, alterazioni della conduzione intra- ed intra-atriale sono suggerite dalla durata dell'onda P mentre disturbi della conduzione al di sotto del nodo atrioventricolare sono suggeriti dalla presenza di un blocco di branca destra, di un blocco di branca sinistra, di un emiblocco anteriore sinistro o di un emiblocco posteriore sinistro.
L'allungamento dell'intervallo PR oltre i 200 msec viene definito in modo improprio blocco atrioventricolare di I grado poiché andrebbe sempre specificato se l'allungamento dell'intervallo PR è dovuto ad un'onda P di durata maggiore del normale oppure ad un prolungamento del segmento PR, ovvero della linea isoelettrica fra onda P ed inizio del complesso QRS. 
L'allungamento dell'intervallo PR è presente anche nel blocco atrioventricolare di II grado di tipo 1.
Viceversa, un intervallo PR corto non rappresenta sempre una condizione patologica. Un intervallo PR corto è presente in caso di pre-eccitazione ventricolare, dovuta ad un fascio accessorio tipo Kent o tipo Mahaim, ma si osserva anche in caso di semplice accelerazione della conduzione atrioventricolare, visibile nei giovani, in stati di agitazione con tachicardia sinusale, durante lo sforzo, a seguito dell'assunzione di stupefacenti o della somministrazione di farmaci attivi sui recettori beta-adrenergici 1 e 2.
Una particolare variante è la sindrome di Lown-Ganong-Levine, nella quale l'intervallo PR corto è determinato da una via accessoria, che si estende fra il tessuto atriale ed il fascio di His.
Un sottoslivellamento dell'intervallo PR può indicare un infarto atriale oppure una pericardite acuta.